# Торсуков, Александр Иванович
Александр Иванович Торсуков — советский хозяйственный, государственный и политический деятель.

## Биография
Родился в деревне Кувардино. Член ВКП(б).
С 1910 года — на хозяйственной, общественной и политической работе. В 1910—1958 гг. — на рядовой должности, намётчик на буксире «Ольга Стахеева», рулевой на товарно-пассажирском пароходе «Ориноко», штурман на теплоходе «Семнадцатый год», на теплоходе «Карл Либкнехт», капитан на теплоходах «25-е Октября», «Володарский», капитан пассажирского лайнера «Родина» Волжского речного пароходства.
Избирался депутатом Верховного Совета СССР 3-го и 4-го созывов.
Умер в Горьком в 1989 году.